# Ceropegia dorjei
Ceropegia dorjei är en oleanderväxtart som beskrevs av C. E. C. Fischer. Ceropegia dorjei ingår i släktet Ceropegia och familjen oleanderväxter. Inga underarter finns listade i Catalogue of Life.